# CSS Drewry
El CSS Drewry fue una cañonero de la Armada de los Estados Confederados durante la Guerra Civil Estadounidense. Esta cañonera de madera tenía una cubierta de proa protegida por un escudo de hierro en forma de V. Clasificada como licitación, fue incorporada al Escuadrón del Río James del Oficial de Bandera French Forrest en algún momento de 1863 con el Maestro Lewis Parrish, CSN, al mando.

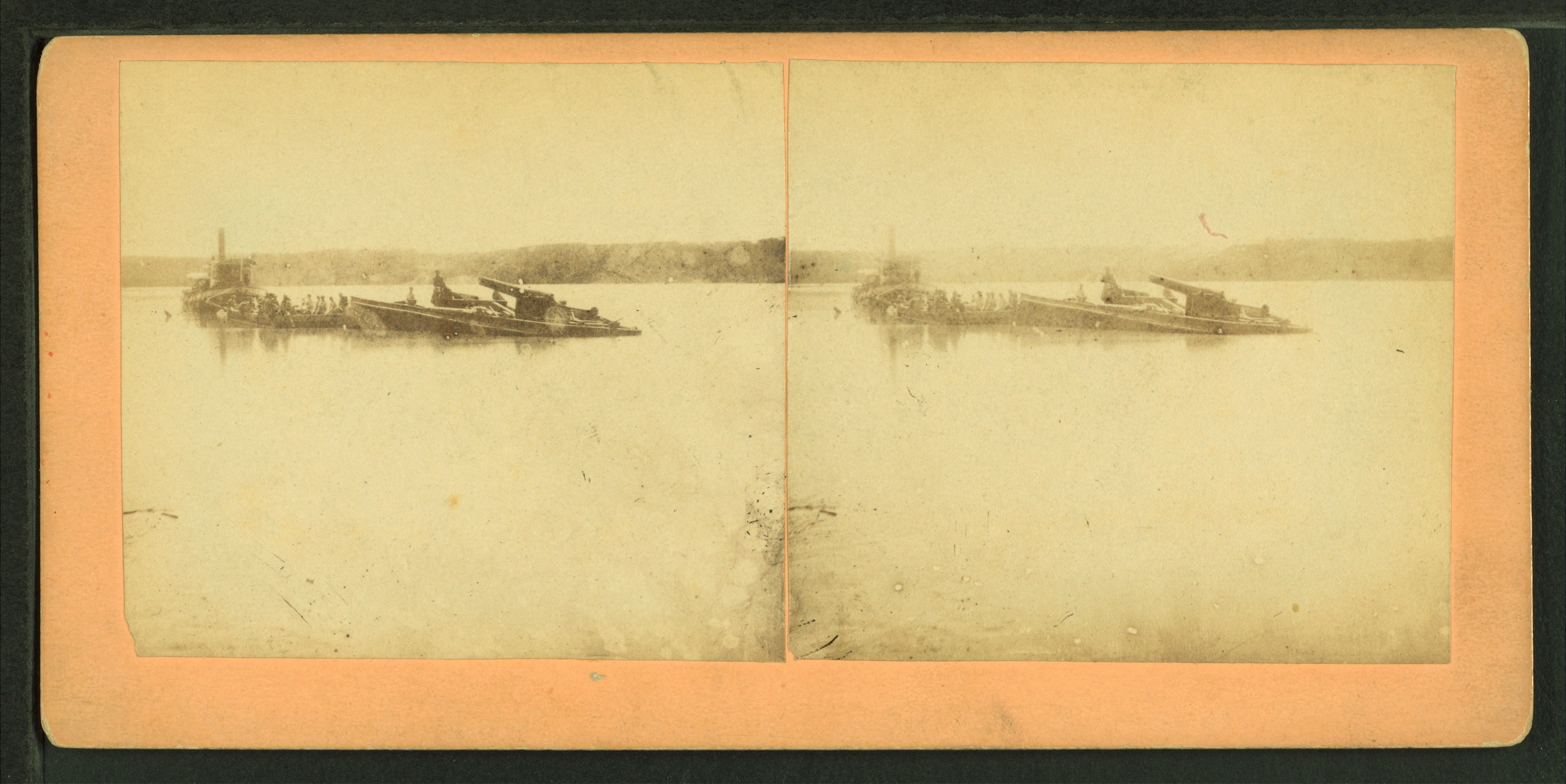
Posible hundimiento del Drewry.

## CSSDrewry
Además de transportar tropas y otros servicios de rutina, participó en varios enfrentamientos a lo largo del río antes del 24 de enero de 1865, cuando, en Trent's Reach, fue destruida por dos disparos de un cañón de 100 libras en una batería del 1.º de Artillería de Connecticut. El segundo golpe hizo estallar su revista mientras ayudaba al CSS Richmond a salir a flote; todos menos dos de su tripulación habían llegado a un lugar seguro antes de la explosión.

## Comandantes
Los comandantes de la CSS Drewry fueron:
- William Harwar Parker (mayo-otoño de 1862)
- Maestro Lewis Parrish (alrededor de octubre de 1863-mayo de 1864)
- Teniente William B. Hall (19 de mayo-21 de mayo de 1864)
- Teniente William H. Wall (junio de 1864-23 de enero de 1865)